# Beriang Tinggi
Beriang Tinggi is een bestuurslaag in het regentschap Kaur van de provincie Bengkulu, Indonesië. Beriang Tinggi telt 819 inwoners (volkstelling 2010).